# Edvard Tallaksen
Edvard Tallaksen, född 17 augusti 1918, död 29 november 1944, var en norsk motståndsman i andra världskriget. Han var fänrik i Kompani Linge. Tallaksen deltog i flera upprorsaktioner mot Nazityskland. 1944 begick han självmord efter att ha blivit tillfångatagen och torterad av tyskarna. Detta skedde efter ett bakhåll av tyska Gestapo där hans kompanjon Gregers Gram blev skjuten till döds. Tallaksen gav ingen information åt tyskarna som kunde hjälpa dem att spåra hans kamrater.